# Giorgio Giobbe
Giorgio Giobbe (Bologna, 20 marzo 1906 – acque vicino a Malta, 26 luglio 1941) è stato un militare italiano.

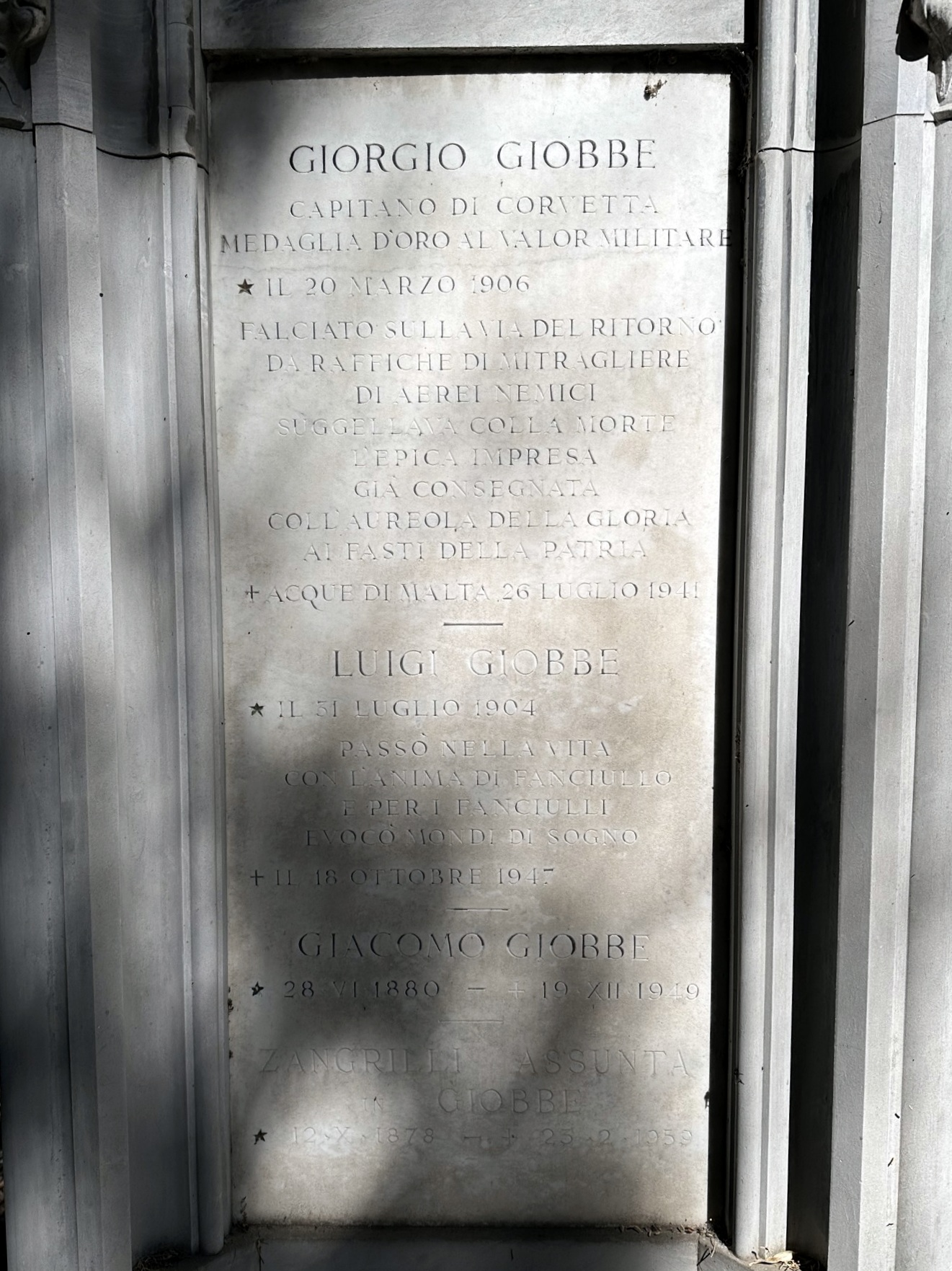
L'epigrafe dedicata a Giorgio Giobbe nel cimitero del Verano di Roma

Con il grado di capitano di corvetta prestò servizio nella Regia Marina durante la seconda guerra mondiale venendo decorato con la medaglia d'oro al valor militare alla memoria.

## Biografia
Nacque a Bologna il 20 marzo 1906, e dopo aver frequentato i corsi regolari presso la Regia Accademia Navale di Livorno, fu promosso guardiamarina nel luglio 1927. Nel corso del 1936 partecipò alla campagna italo-etiopica e successivamente alle operazioni militari della guerra civile spagnola. Promosso al grado di capitano di corvetta nell'aprile del 1939, assunse il comando della torpediniera Lince partecipando alle operazioni militari per l'occupazione del Regno d'Albania.
Il 10 giugno 1940, all'atto dell'entrata dell'Italia nel secondo conflitto mondiale, si imbarcò su una nave da trasporto destinata al rifornimento delle isole dell'Egeo, meritandosi la Medaglia d'argento al valor militare.
Nel marzo 1941 passò al comando della Iª Flottiglia MAS di La Spezia, che su proposta del capitano di fregata Vittorio Moccagatta il 15 marzo 1941 assunse il nome di copertura di Xª Flottiglia MAS,  e si dedicò allo sviluppo ed al perfezionamento dei nuovi mezzi d'assalto della Regia Marina. All'alba del 26 luglio 1941 si trovava a bordo del MAS 451 in rientro verso la base di Augusta, dopo l'azione di attacco alla base navale inglese del porto di La Valletta a Malta, quando venne ucciso da un mitragliamento aereo diretto contro il suo motoscafo. Per onorarne la memoria gli fu assegnata la Medaglia d'oro al valor militare.
Alla sua memoria nel febbraio 1944 la Xª Flottiglia MAS, operante al nord nella Repubblica Sociale Italiana, gli intitolò il Gruppo d'ardimento "Medaglia d'Oro Giorgio Giobbe" costituito a La Spezia che operò nell'addestramento del personale dei reparti speciali.